# Гаванська архідіоцезія
Гава́нська архідіоце́зія (лат. Archidioecesis Avanensis; ісп. Arquidiócesis de San Cristóbal de la Habana) — архідіоцезія римського обряду Католицької церкви на Кубі, з центром у місті Гавана. Охоплює терени Гавани, Артеміської і Маябекеської провінцій Куби, а також острів Пінос. Входить до складу Гаванської церковної провінції.  Заснована 10 вересня 1787 року. Голова — архієпископ Гаванський. Центральний храм — Гаванський собор. Суфраганні діоцезії — Матансаська, Пінар-дель-Ріоська. Площа — 7,542 км². Населення — 3,930,000 ос.; з них католики — 2,822,000 ос. (71.8%). Чинний голова — Хуан Гарсія-Родрігес, архієпископ Гаванський. Повна назва — Гава́нська архідіоце́зія свято́го Христофо́ра.

## Історія
10 вересня 1787 року була заснована Гаванська діоцезія шляхом виокремлення зі складу Сантьяго-де-Кубинської архідіоцезії. Вона стала суфраганною діоцезією останньої.
20 лютого 1903 року зі складу Гаванської діоцезії були виокремлені Пінар-дель-Ріоська і Сьєнфуегоська діоцезії, 8 січня 1912 року — Матансаська діоцезія.
6 січня 1925 року Гаванську діоцезію перетворили на Гаванську архідіоцезію. Вона стала центром Гаванської церковної провінції.

## Архієпископи
- Хуан Гарсія-Родрігес

## Статистика
Згідно з «Annuario Pontificio» і Catholic-Hierarchy.org:
| Рік  | Населення | Населення | Населення | Священики | Священики | Священики | Священики           | Диякони | Ченці    | Ченці | Парафії |
| Рік  | католики  | загалом   | %         | загалом   | секулярні | ченці     | вірних на священика | Диякони | чоловіки | жінки | Парафії |
| ---- | --------- | --------- | --------- | --------- | --------- | --------- | ------------------- | ------- | -------- | ----- | ------- |
| 1949 | 1.200.000 | 1.235.939 | 97,1      | 270       | 77        | 193       | 4.444               |         | 476      | 1.108 | 62      |
| 1966 | 1.400.000 | 1.600.000 | 87,5      | 103       | 40        | 63        | 13.592              |         | 98       | 178   | 66      |
| 1970 | 1.591.200 | 2.150.300 | 74,0      | 102       | 40        | 62        | 15.600              |         | 85       | 188   | 66      |
| 1976 | 1.857.000 | 2.705.000 | 68,7      | 95        | 41        | 54        | 19.547              |         | 94       | 188   | 66      |
| 1980 | 1.298.000 | 2.743.300 | 47,3      | 84        | 34        | 50        | 15.452              |         | 84       | 174   | 66      |
| 1999 | 1.390.000 | 2.777.242 | 50,0      | 119       | 57        | 62        | 11.680              | 17      | 109      | 238   | 81      |
| 2000 | 1.798.000 | 2.800.000 | 64,2      | 116       | 53        | 63        | 15.500              | 17      | 105      | 212   | 81      |
| 2001 | 2.700.000 | 2.800.000 | 96,4      | 116       | 53        | 63        | 23.275              | 17      | 117      | 220   | 83      |
| 2002 | 2.709.000 | 2.810.000 | 96,4      | 109       | 53        | 56        | 24.853              | 21      | 101      | 220   | 83      |
| 2003 | 2.800.000 | 3.800.000 | 73,7      | 107       | 53        | 54        | 26.168              | 21      | 98       | 228   | 83      |
| 2004 | 2.800.000 | 3.900.000 | 71,8      | 111       | 49        | 62        | 25.225              | 23      | 79       | 348   | 102     |
| 2010 | 2.821.000 | 3.929.000 | 71,8      | 145       | 44        | 101       | 19.455              | 24      | 135      | 265   | 109     |
| 2012 | 2.822.000 | 3.930.000 | 71,8      | 129       | 51        | 78        | 21.875              | 27      | 103      | 185   | 85      |

## Суфраганні діоцезії
- Матансаська діоцезія
- Пінар-дель-Ріоська діоцезія